# Timcău, Bârzula
Timcău (în ucraineană Тимкове, transliterat: Tîmkove) este un sat în comuna Slobidka din raionul Bârzula, regiunea Odesa, Ucraina.
În trecut a fost un sat cu o numeroasă comunitate moldovenescă (românescă) – 33% din populație, conform recensământului sovietic din 1926; fiind însă asimilat în prezent.
În sat este situat punctul de control la frontiera moldo-ucraineană – Timcău-Broșteni (Stînga Nistrului).

## Demografie
Componența lingvistică a localității Timcău
     Ucraineană (92,71%)
     Rusă (3,77%)
     Română (3,39%)
Conform recensământului din 2001, majoritatea populației localității Timcău era vorbitoare de ucraineană (92,71%), existând în minoritate și vorbitori de rusă (3,77%) și română (3,39%).